# Galeite
La galeite è un minerale.